# 小曹娥镇
小曹娥镇，是中国浙江省宁波市余姚市下属的一个镇，位于余姚市最北部，钱塘江南侧，东接慈溪市。小曹娥镇总面积33.04平方公里，下辖8个行政村和1个居委会，常住人口29135人。

## 行政区划
下辖以下地区：
庵街社区、曹一村、曹娥村、建民村、朗海村、滨海村、南新庵村、镇海村和人和村。